# John Maginley
Herbert John Maginley (* 13. Januar 1960) ist ein Politiker der United Progressive Party und ehemaliger Tennisspieler aus Antigua und Barbuda. Von 2004 bis 2014 war er Minister im Kabinett von Winston Baldwin Spencer.

## Leben

### Ausbildung
John Maginley wuchs in Coolidge (Parish of Saint George) auf Antigua auf. Er besuchte die Ms. Robinson School, die St. Michael's School und die Princess Margaret Secondary School auf Antigua, die Lodge School auf Barbados, anschließend das Junior College in Palm Beach (Florida) und schließlich das Louisiana Technical Institute in Ruston (Louisiana), das er 1981 mit dem Bachelor im Bereich der Finanzwissenschaften abschloss.

### Tennis
Zwischen 1986 und 1997 nahm er in fünf Spielzeiten am Davis Cup teil; 1986 für die Davis-Cup-Mannschaft der British West Indies, 1991, 1992 und 1995 für die Davis-Cup-Mannschaft der Organisation Ostkaribischer Staaten und 1997 für die Davis-Cup-Mannschaft von Antigua und Barbuda. Bei insgesamt 16 Einsätzen konnte er vier Siege erreichen. Seit 2017 ist er Kapitän der Davis-Cup-Mannschaft von Antigua und Barbuda.
1990 nahm er an den Tenniswettbewerben der Zentralamerika- und Karibikspiele teil.

### Politik
Nach einem vergeblichen Versuch im Jahr 1999 wurde er im Jahr 2004 im Wahlkreis Saint John’s-Rural-North zum Parlamentsabgeordneten gewählt. Er wurde sogleich Minister für Gesundheit, Sport und Jugend, seit 2007 nur noch für Gesundheit. Nach seiner Wiederwahl im Jahr 2009 war er Minister für Tourismus, zivile Luftfahrt und Kultur. 2014 wurde er nicht mehr wiedergewählt.
Während seiner Amtszeiten als Minister amtierte er auch als Präsident des Exekutivkomitees der Panamerikanischen Gesundheitsorganisation und als Vorsitzender des Ministerrats der karibischen Tourismusorganisation (Caribbean Tourism Organization Council of Ministers).

### Weitere Tätigkeiten
Er war Präsident des Rotary Clubs von Antigua, erster Vizepräsident der Antigua Cricket Association und Ausschussvorsitzender des lokalen Organisationskomitees (LOC) der World Cup Cricket Antigua Inc.

### Persönliches
John Maginley ist Vater von zwei Söhnen, Jody und Aliah. Jody Maginley hat ebenfalls schon Tennis im Davis Cup für Antigua und Barbuda gespielt.